# Nabopolassar
Nabopolossar (Nabû-apla-uṣur, « Nabû protège le fils héritier » ; grec Nabopolassaros), est un roi de Babylone, fondateur de l'empire néo-babylonien, qui a régné de 626 à 605 av. J.-C. Personne aux origines non-royales, sans doute issu d'une famille de notables d'Uruk, il profite d'une guerre civile en Assyrie pour secouer le joug de ce pays qui dominait la Babylonie. Il parvient progressivement à chasser les Assyriens de la région, avant de les attaquer dans leur pays même. Recevant l'appui des Mèdes, il parvient à détruire l'empire assyrien entre 614 et 609. Il laisse ensuite son fils et successeur désigné Nabuchodonosor entreprendre la conquête de la Syrie. En Babylonie, il entreprend d'importants travaux de reconstruction, principalement dans la capitale Babylone, qui sont poursuivis par son fils après sa mort.

## Origines

La Babylonie des premiers siècles du

Une fois parvenu au pouvoir, Nabopolossar ne donne jamais le nom de son père ou ses origines familiales : il se présente sans détours dans une de ses inscriptions comme un « fils de personne » (mār lā mammanama), donc un homme sans ascendance royale,. Un auteur plus tardif de langue grecque, le prêtre babylonien Bérose, le présente comme un « général » (strategos) au service du roi assyrien Sin-shar-ishkun, tandis qu'un texte cunéiforme d'époque hellénistique, la Prophétie d'Uruk, en fait le roi du Pays de la Mer, une région située à l'extrême sud de la Babylonie et d'une manière générale la documentation cunéiforme pointe pour des origines méridionales, dans la région d'Uruk,. 
M. Jursa a repris la question en 2007 à partir d'archives cunéiformes provenant d'Uruk et déterminé que Nabopolassar était originaire de cette cité. Il serait le membre d'une famille éminente de la cité, qui s'était mise au service des Assyriens. Son grand père serait un certain Nabû-nasir, gouverneur d'Uruk puis administrateur en chef de son temple principal, l'Eanna de la déesse Ishtar. Son père est Nabû-kudurri-usur, dont le nom est souvent abrégé en Kudurru dans les textes, également gouverneur d'Uruk. Cette identification semble confirmée par le fait que le fils aîné de Nabopolassar, Nabû-kudurri-usur/Nabuchodonosor, porte le même nom que son grand-père et exerce aussi à un moment la fonction de grand administrateur de l'Eanna, ce qui s'inscrit dans les habitudes des familles de l'élite babylonienne de l'époque, qui donnent souvent à des premiers-nés le nom de leur grand père et occupent souvent les mêmes postes dans l'administration des temples de père en fils. Suivant cette logique, Nabopolassar aurait pu exercer une fonction de direction dans l'administration de la province d'Uruk et/ou de son temple, avant de se révolter contre ses maîtres assyriens. Le fait qu'il soit issu d'une lignée de « collaborateurs » au service de l'Assyrie expliquerait pourquoi il ne fait jamais mentionner ses aïeux dans ses inscriptions officielles une fois parvenu au pouvoir. Il n'y a aucun argument définitif pour confirmer cela, mais cette proposition est en l'état actuel des choses la plus plausible,,.
Quant à la question de savoir quelles sont ses origines « ethniques », elle reste en suspens : lui-même se présente comme un natif de la Babylonie et il a pu être proposé qu'il soit un chaldéen, membre de la tribu de Dakkuri, ce qui est contesté. Mais il est au moins assuré qu'il a pu compter sur le soutien des tribus chaldéennes (et araméennes) pour prendre le pouvoir et vaincre l'Assyrie,,.

## Révolte et prise de pouvoir

Extension de l'empire assyrien sous les Sargonides. Les territoires en orange correspondent aux provinces à l'époque d'Assarhaddon (680-669). Les territoires inclus dans les espaces en pointillés sont ceux qui ont eu un statut de vassal de l'Assyrie sous les Sargonides.

L'empire néo-assyrien connaît un affaiblissement depuis la mort d'Assurbanipal dans les environs de 630, et probablement avant, puisqu'on peut faire remonter le début des troubles au conflit qui a opposé ce roi à son frère Shamash-shum-ukin et a embrasé la Babylonie entre 653 et 648. Il confie après cela la Babylonie à un souverain fantoche du nom de Kandalanu, alors que les cités locales dont Uruk restent partagées entre pro-assyriens et indépendantistes. La succession d'Assurbanipal a dégénéré en guerre civile en Assyrie : le successeur désigné Assur-etil-ilani est contesté par son frère Sin-shar-ishkun, ainsi que par un de ses généraux, un eunuque nommé Sin-shumu-lishir. Kandalanu et Assur-etil-ilani meurent en 627, ce qui aggrave la situation. Le conflit entre Sin-shar-ishkun et Sin-shumu-lishir se porte en Babylonie. C'est en 626 que Nabopolassar profite des troubles pour prendre la direction de la résistance babylonienne contre la domination assyrienne,,.
Dans un premier temps Nabopolassar semble s'être allié à Sin-shar-ishkun contre Sin-shumu-lishir et être allé à Babylone pour en chasser la garnison assyrienne qui la gardait. Sin-shum-lishir essuie un premier échec contre Nabopolassar, puis un second contre Sin-shar-ishkun, qui tient la cité de Nippur. Ce deuxième revers devait lui être fatal : réfugié à Kutha, il est capturé et mis à mort par les Babyloniens. Plutôt que de se soumettre au roi assyrien, Nabopolassar se proclame roi de Babylone le 23 novembre 626. Les hostilités prennent alors un tournant de plus en plus violent.

## La destruction de l'empire assyrien

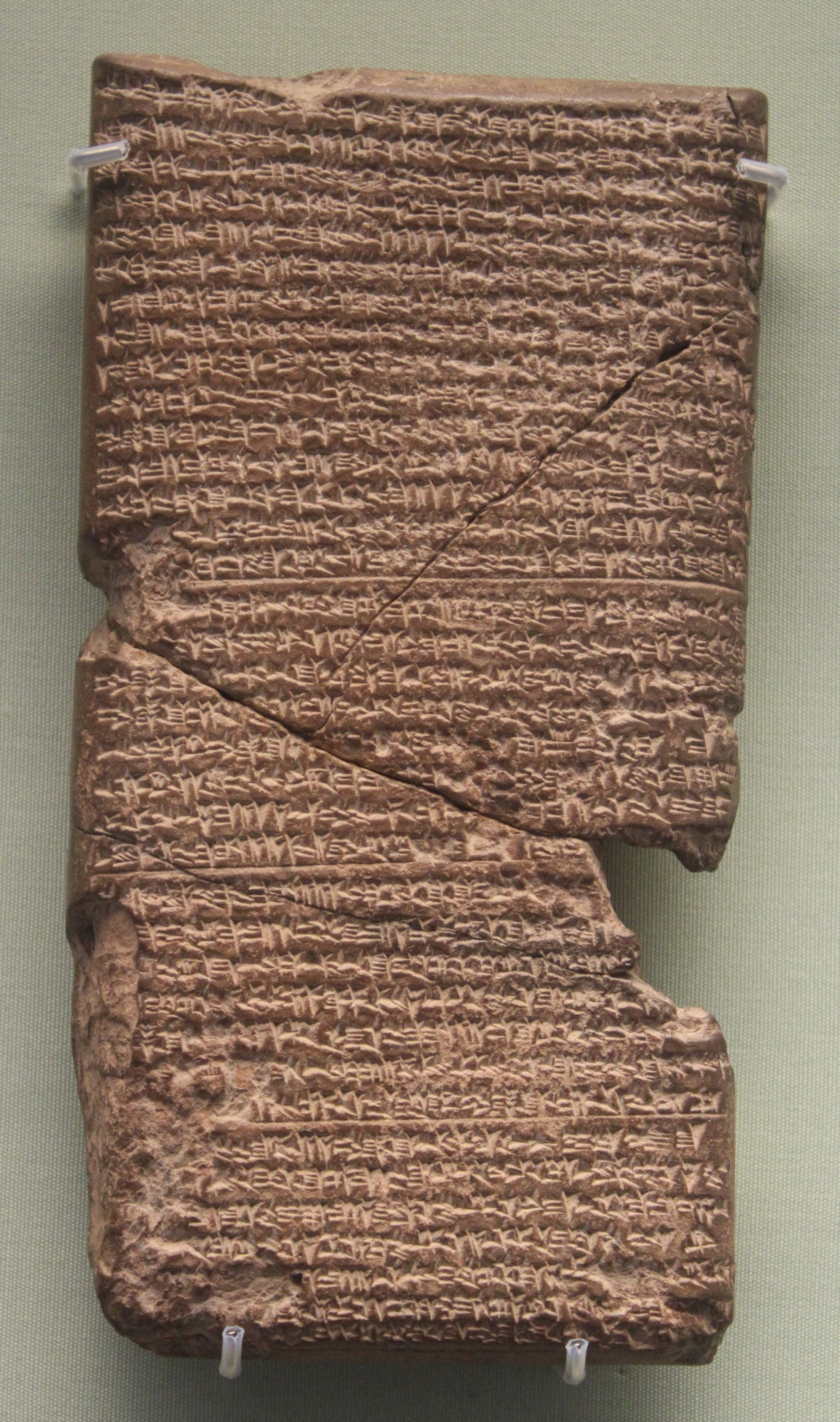
Tablette de la chronique babylonienne rapportant la chute de l'empire néo-assyrien (années 616/615 à 608/607). British Museum.

Le déroulement de ce conflit sans doute marqué par de nombreuses péripéties est documenté par des chroniques historiques compilées après les faits, et quelques documents d'archive de l'époque. Les trois premières années du règne de Nabopolassar (626-623) sont couvertes par une chronique fragmentaire rapportant divers affrontements et une situation globalement indécise : le premier acte de Nabopolassar en tant que roi est de renvoyer d'Uruk à Suse en Élam les statues de divinités prises quelques années plus tôt quand la ville avait été pillée par les troupes d'Assurbanipal. Les premières batailles que se livrent les troupes de Nabopolassar et de Sin-shar-ishkun ont une issue indécise. Le roi assyrien parvient en 623 à implanter à Nippur une importante garnison qui lui sert de tête de pont pour les années suivantes.
Nabopolassar semble reconnu comme roi à Uruk après son soulèvement, puis dans les trois années suivantes (623-620) c'est l'autorité de Sin-shar-ishkun qui y est reconnue. Une lettre provenant d'Uruk écrite par un certain Nabû-apla-usur, qui semble être le frère de Nabopolassar, raconte comment la tombe de Kudurru, le père du rebelle, a été profanée par ses adversaires et son cadavre traîné dans les rues, alors que ses deux fils résidant dans la ville, un certain Nabû-shum-ukin et probablement Nabû-apla-usur, sont chassés d'Uruk. Nabopolassar s'est néanmoins solidement implanté dans la région de Babylone, où il domine les principales villes des alentours (Borsippa, Dilbat, Kish, Kutha) et Sin-shar-ishkun n'est pas en mesure de l'en déloger. Au contraire il se retrouve sur la défensive puis perd ses bases principales, d'abord Uruk puis Nippur, après un siège sans doute âpre. En 620, il a perdu pied en Babylonie et se retire en Assyrie. Les années suivantes ne sont quasiment pas documentées, jusqu'en 616, quand le conflit est sorti de Babylonie, ce qui indique qu'à cette date Nabopolassar a consolidé sa domination sur la cette région,.
Une chronique babylonienne (surnommée Chronique de la chute de Ninive) relate les événements qui voient la chute de l'empire assyrien entre les années 616 et 609. Les premières années voient les Assyriens perdre peu à peu du terrain jusqu'à devoir combattre dans leur propre pays. En 616 les troupes babyloniennes sont sur le Moyen Euphrate, où elle battent leurs adversaires près de Balihu. Le roi assyrien a alors reçu un appui des Mannéens et des Égyptiens, mais cela ne suffit manifestement pas à faire pencher la balance de son côté. Puis le conflit se déplace le long du Tigre, qui ouvre sur l'Assyrie. En 615 le dernier verrou, la ville d'Arrapha, saute et dans la foulée la ville d'Assur, la plus méridionale des capitales assyriennes, est assiégée. Mais une contre-attaque assyrienne parvient à chasser les Babyloniens vers le sud jusqu'à Tikrit. C'est à ce moment qu'intervient un nouveau belligérant : le roi mède Cyaxare, qui profite de l'opportunité pour diriger un raid contre l'Assyrie depuis l'est, d'abord à Arrapha, puis à Tarbisu (près de Ninive) et fait ensuite chemin vers Assur qui est prise et pillée en 614. Cette perte hautement symbolique, car la ville comprend le sanctuaire du dieu national Assur, marque la fin des espoirs assyriens, qui ne peuvent placer leurs espoirs que dans l'appui égyptien. Nabopolassar n'a pas eu le temps de se joindre à la prise d'Assur, mais rejoint Cyaxare avec qui il s'allie dans le but d'abattre l'Assyrie. Il est retenu en 613 par une révolte sur le Moyen Euphrate, dans le pays de Suhu, puis en 612 il rejoint l'armée mède pour l'assaut final contre Ninive, la principale capitale assyrienne, où Sin-shar-ishkun s'est réfugié. Un siège de trois mois vient à bout de la résistance assyrienne : la ville est prise, pillée, ravagée et incendiée, le roi assyrien est tué. Un prétendant au trône assyrien nommé Assur-uballit prend pied plus à l'ouest, à Harran, avec le soutien de troupes égyptiennes. Il en est chassé en 610 puis est définitivement vaincu et tué en 609. L'empire assyrien qui dominait le Moyen-Orient depuis près de trois siècles a sombré en quelques années et l'ampleur des destructions le prive de toute perspective de reprise.

« La [14e année (612)], le roi d'Akkad (Babylone) rassembla ses troupes [et marcha sur l'Assyrie]. Le rois des Umman-manda (Mèdes) [se rendit] en présence du roi d'Akkad [et le roi d'Akkad et Cyaxare] se rencontrèrent à [...]u. Le roi d'Akkad et son armée [traversèrent le Tigre, Cy]axare fit traverser le [Rad]anu et ils firent mouvement le long de la rive du Tigre ; au [mois de Siwan, le ...e jour, ils dressèrent le camp] devant Ninive. Du mois de Siwan au mois d'Ab, pendant 3 mois, [ils (?) ... (et)] ils livrèrent une rude bataille à la ville. Au mois d'Ab, [le ...e jour], ils infligèrent une écrasante [défaite] à un [gr]rand [peuple]. À ce moment mourut Sin-shar-ishkun, le roi d'Assy[rie .. (?)..]. Ils prirent un important butin dans la ville et dans le temple et [réduisirent] la ville en un monceau de dé[combres]. »

— Extraits de la chronique babylonienne rapportant la chute de Ninive.

## Inscriptions et idéologie royale
Plusieurs inscriptions commémoratives de Nabopolassar sont connues. Elles sont inscrites sur des briques et des cylindres d'argiles, certaines étant attestées en plusieurs exemplaires. Nabopolassar y pose les bases du discours officiel néo-babylonien, qui se distingue significativement de celui des rois néo-assyriens. En particulier, on y trouve peu de mentions des conquêtes militaires des souverains, et aucun récit développé de campagne militaire sur le modèle des annales royales assyriennes. D'une manière générale, ces inscriptions sont pauvres en données historiques. Elles relatent des travaux de constructions de murailles, de canaux, de palais, et surtout de sanctuaires. Elles ne permettent pas vraiment d'approcher la personnalité des rois, mais au moins elles permettent de savoir quelle image ils ont souhaité donner d'eux, à leurs contemporains et surtout à la postérité. 
La titulature de Nabopolassar reprend surtout deux titres anciens, celui de « roi de Babylone » (šar Bābili) et de « roi du pays de Sumer et d'Akkad » (šar māt Šumeri u Akkadi). D'autres titres moins employés renvoient à d'autres aspects de la fonction royale : « roi de justice » (šar mīšari), « roi fort » (šarru dannu). Plusieurs autres formules renvoient à son rôle de bâtisseur/architecte, et surtout à sa piété et ses liens avec les divinités. 
De fait, l'idée principale que Nabopolassar et ses successeurs souhaitent véhiculer est leur lien avec les dieux, notamment Marduk et Nabû qui leur ont confié la royauté, et d'une manière générale leur piété, qui se manifeste par la construction et la restauration des temples et le rétablissement de leurs rituels. Homme nouveau qui n'hésite pas à se présenter comme un « fils de personne », Nabopolassar ne cherche pas à invoquer une légitimité dynastique fictive et se repose entièrement sur l'élection divine. S'il évoque à plusieurs reprises sa victoire sur l'Assyrie, souvent sur un ton vengeur, c'est fait de manière laconique, en insistant surtout sur le fait qu'il doit son triomphe à l'appui divin,, :

« Shazu (autre nom de Marduk), le seigneur qui connaît le cœur des dieux du ciel et du monde souterrain, qui observe régulièrement le comportement intelligent (?) des gens, perçu mes intentions et me plaça, moi, l'insignifiant qui n'a même pas été remarqué parmi le peuple, à la position la plus élevée du pays dans lequel je suis né. Il m'appela à la seigneurie de la terre et des hommes. Il fit marcher à mes côtés une divinité personnelle favorable et il (me) permit de réussir tout ce que j'entrepris. Nergal, le plus fort des dieux, marchait à mes côtés ; il tua mon ennemi, il vainquit mon adversaire ; l'Assyrien, qui depuis des jours lointains avait gouverné le peuple tout entier et avait opprimé le peuple du pays avec son joug pesant, moi, le faible, l'impuissant, celui qui cherche sans cesse le seigneur des seigneurs avec la grande force de mes seigneurs Nabû et Marduk, je les chassai d'Akkad et je leur fis (aux Babyloniens) rejeter leur joug (des Assyriens). »

— Évocation de la victoire contre l'Assyrie dans une inscription de Nabopolassar.
L'insistance sur la piété et le lien avec les dieux se voit aussi par le fait que ces inscriptions s'achèvent par des prières plus ou moins longues appelant les bénédictions divines pour le souverain.

« Marduk, Enlil des dieux (dieu suprême), organisateur des contrées, regarde joyeusement mes bonnes œuvres et à ton ordre auguste donne-moi comme présent de royauté un sceptre juste, un trône solidement fondé, un règne aux jours lointains et de m'avancer solennellement la tête haute dans les quatre contrées !. »

Un autre aspect de l'idéologie royale qui s'affirme sous Nabopolassar est l'ancrage dans le passé prestigieux de Babylone. Ses inscriptions sont faites dans deux écritures cunéiformes : des signes reprenant les formes contemporaines à l'époque néo-babylonienne d'un côté, et des signes archaïsants, reprenant les formes de la période de la première dynastie de Babylone (v. 1810-1595 ; la dynastie de Hammurabi). La titulature royale également reprend des titres très anciens et vénérables. Les scribes de Nabopolassar se servent aussi de modèles plus anciens encore, datant de l'époque de l'empire d'Akkad (v. 2300-2150). Cette révérence du passé est un moyen de conforter la légitimité de la nouvelle dynastie,.
Si Nabopolassar est la plupart du temps le seul sujet de ses inscriptions, une d'entre elles tranche en intégrant ses fils Nabuchodonosor et Nabû-shum-lishir. Elle relate un rituel de construction de la ziggurat de Babylone, Etemenanki,.

« J'inclinai le cou devant mon seigneur Marduk. J'enroulai mon vêtement, ma robe royale, et je portai sur ma tête des briques et de la terre (c'est-à-dire des briques d'argile). Je fis faire des paniers-tupšikku en or et en argent et je fis porter par Nabuchodonosor, mon fils aîné, bien-aimé de mon cœur, à côté de mes ouvriers, de la terre mélangée à du vin, de l'huile et des boutures (de résine aromatique). Je demandai à Nabû-shum-lishir, son frère proche, l'enfant, ma mienne progéniture, le frère cadet, mon chéri, de saisir la pioche et la bêche. Je lui fis porter un panier-tupšikku d'or et d'argent et je le dédiai à mon seigneur Marduk. Je construisis le bâtiment, la réplique d'Esharra, dans la joie et la jubilation et j'élevai son sommet aussi haut qu'une montagne. Pour mon seigneur Marduk, je la rendis digne d'admiration, tout comme elle l'était autrefois. »

## Constructions
Les inscriptions et l'archéologie documentent des activités de construction entreprises par Nabopolassar à Babylone et à Sippar. Dans la première, il reconstruit les murailles intérieure et extérieure (Imgur-Enlil et Nemitti-Enlil), le palais royal, la ziggurat Etemenanki, dédiée au dieu Marduk, le temple Ehursagtila du dieu Ninurta, ainsi que diverses restaurations, notamment de canaux et de quais et murs bordant l'Euphrate. À Sippar également les travaux concernent les rives du fleuve, ainsi que le sanctuaire E-edinna dédié à la « Dame de Sippar », la déesse Aya. Une inscription à son nom a été retrouvée à Larsa, mais elle est trop fragmentaire pour savoir quel édifice est concerné,. 

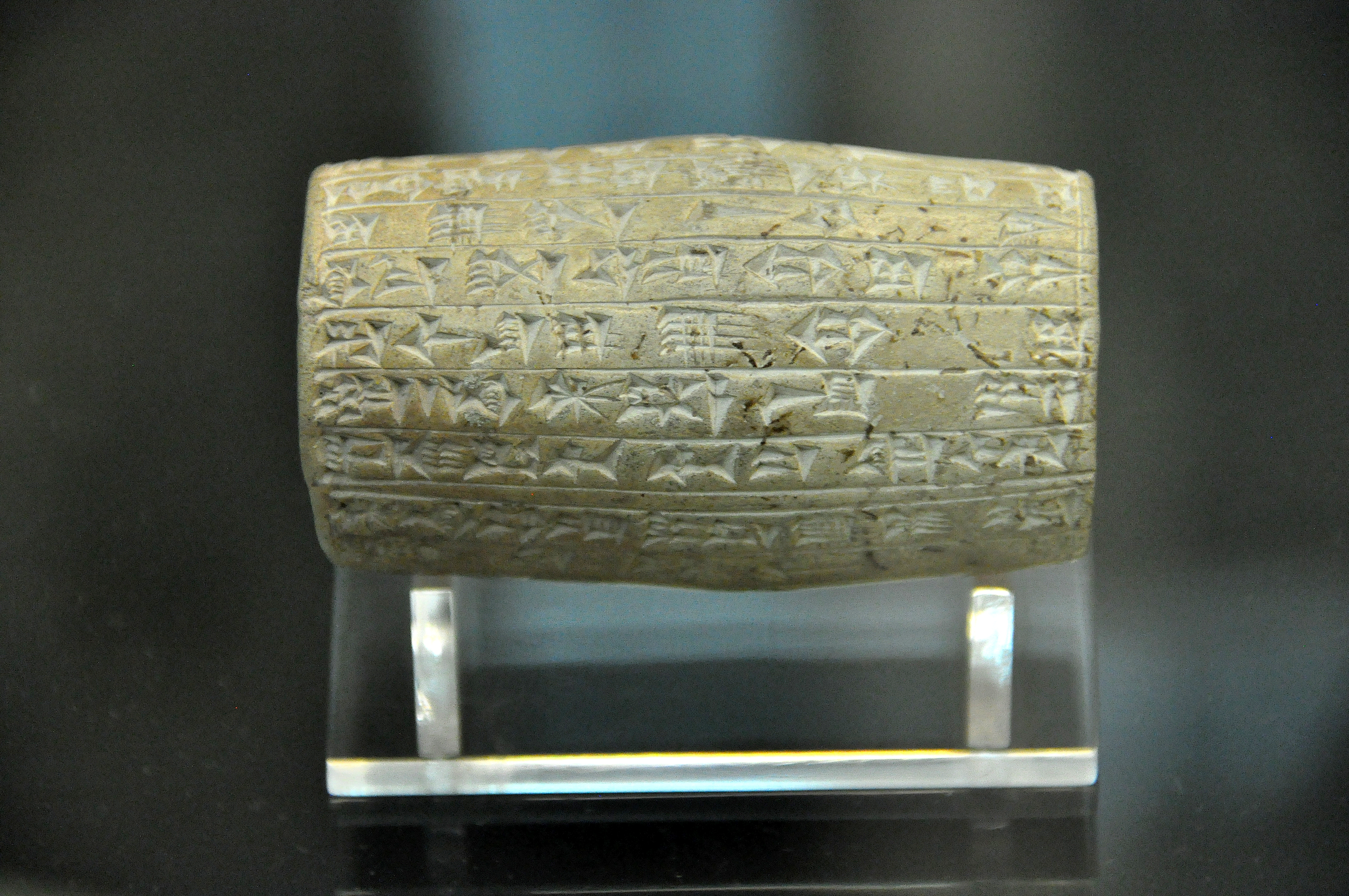
Cylindre en argile comportant une inscription de Nabopolassar commémorant la reconstruction des murailles de Babylone. British Museum.
Traduction : Je suis Nabopolassar, roi de Babylone, choisi par Nabû et Marduk. (Concernant) Imgur-Enlil, la grande muraille de Babylone, qui était devenue délabrée et effondrée avant mon époque, j'établis fermement ses fondations sur la base originale. Je la rebâtis avec des ouvriers conscrits de mon pays, et j'entourai Babylone (avec elle) dans la direction des quatre vents. J'en élevai le sommet comme autrefois. Ô mur, dis de bonnes paroles (à mon sujet) à mon seigneur Marduk !

Il s'agit donc pour l'essentiel de travaux civils, la reconstruction de murailles et des aménagements sur les cours d'eau et leurs abords, ce qui s'inscrit bien dans un programme visant à consolider un pays nouvellement conquis et à annoncer le début d'une nouvelle ère impériale, en commençant par son centre, avec sa capitale Babylone et l'un des principaux centres religieux voisins, Sippar, ville placée sous le patronage du dieu-soleil Shamash,. Ce dernier semble avoir été vu comme un des principaux soutiens pour la victoire de Nabopolassar, peut-être parce que son clergé l'avait soutenu assez rapidement après sa révolte. Il est probable que des travaux non documentés aient concerné d'autres villes de la région de Babylone telles que Borsippa et Kutha, voire sa ville d'origine Uruk.

## Les dernières campagnes et la passation de pouvoir

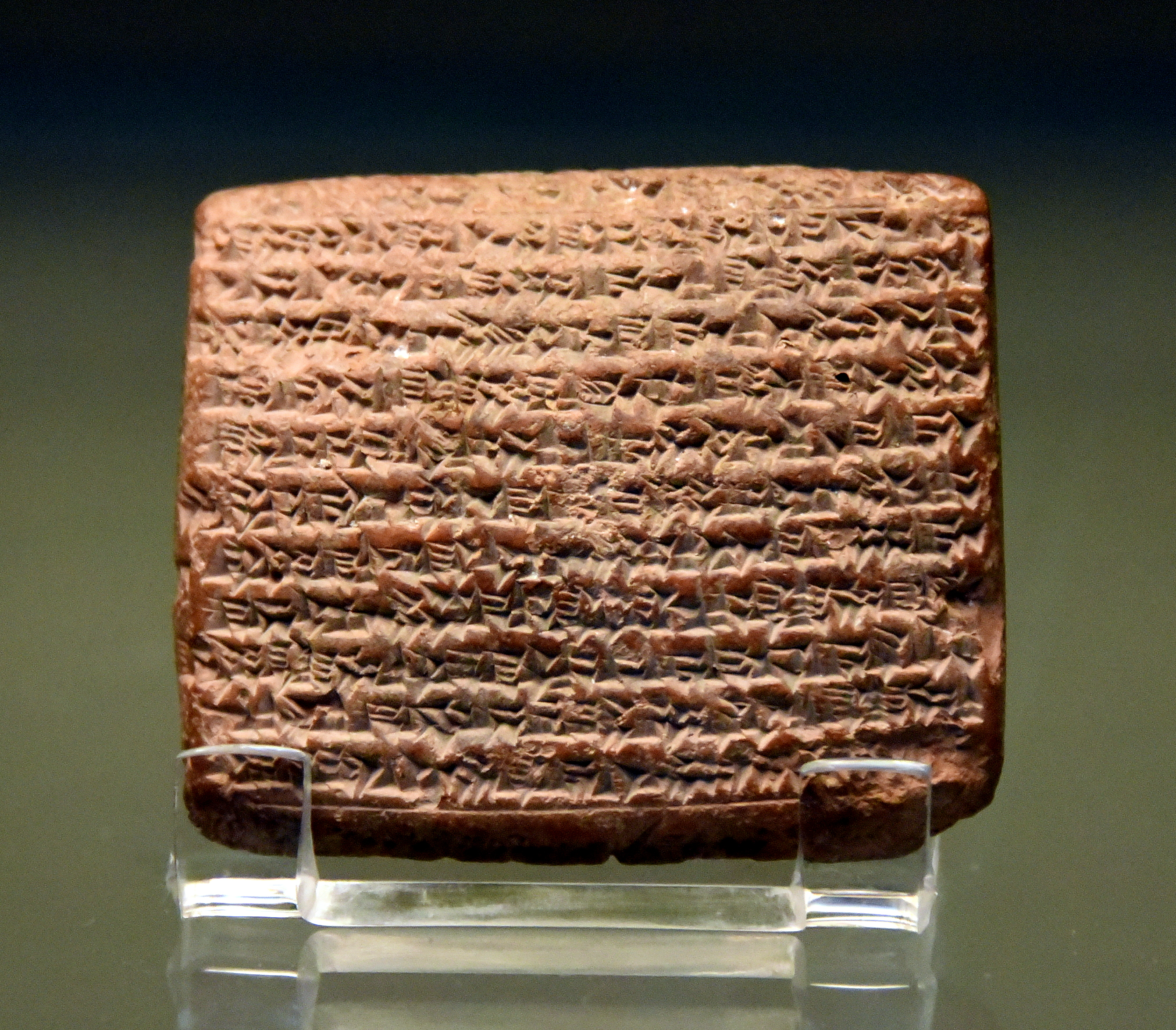
Copie de la chronique sur les dernières années de règne de Nabopolassar. British Museum.

Après la défaite de l'Assyrie, la situation n'est pas pour autant pacifiée en Haute Mésopotamie et en Syrie, notamment parce que l’Égypte se pose en rival à Babylone pour lui disputer l'héritage assyrien (les Mèdes s'étant apparemment retirés). Une chronique historique (surnommée Chronique de Nabopolassar) indique que Nabopolassar mène à nouveau des campagnes entre 608 et 607 en Syrie du nord dans la région de Harran et de Karkemish, et plus au nord dans un district du pays d'Urartu. Les Babyloniens essuient dans un premier temps des revers contre les troupes égyptiennes, qui prennent Samosate puis les chassent de Karkemish, et d'où ils ne parviennent pas à les déloger. Nabopolassar se retire à ce moment des affaires militaires, qui sont confiées à son fils héritier Nabuchodonosor, qui le secondait déjà auparavant. La suite des événements est rapportée par une autre chronique, consacrée au règne de Nabuchodonosor. En 605 il inflige de lourdes défaites à ses adversaires, près de Karkemish puis de Hamath, qui coupent court aux espoirs de victoire égyptiens. C'est à ce moment que Nabopolassar meurt à Babylone. Son fils n'a pas le temps de consolider son succès et doit rentrer dans son pays pour monter sur le trône,,.

## Postérité littéraire

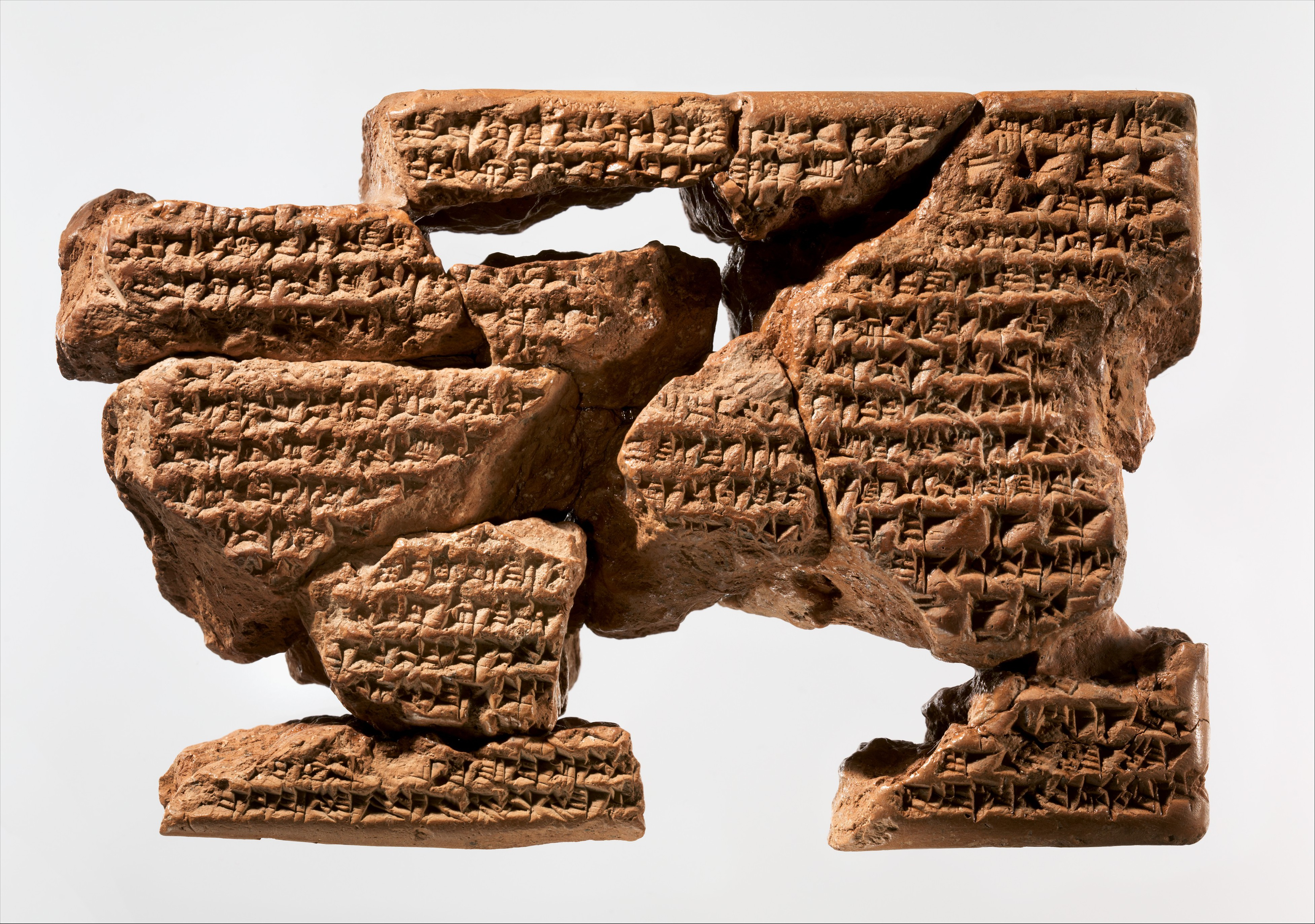
Fragments de la lettre apocryphe de Sin-shar-ishkun à Nabopolassar. Metropolitan Museum.

Nabopolassar est devenu après sa mort le sujet de divers textes historico-littéraires connus par des copies d'époque achéménide (539-331) et séleucide (311-140), qui sans surprise mettent en exergue son rôle de libérateur puis vengeur de la Babylonie face aux Assyriens, exercé grâce aux faveurs du dieu Marduk. Il s'agit sans doute pour la plupart de textes produits à un moment indéterminé par les lettrés du grand temple de Marduk à Babylone, l'Esagil. Le texte surnommé par les historiens Épopée de Nabopolassar rapporte sa victoire contre l'Assyrie, qui culmine en la mort du roi ennemi, et le couronnement du roi qui marque la fondation du nouvel empire babylonien. Un autre texte similaire (les deux font peut-être partie d'un même cycle voire d'une même composition), Affrontements nocturnes à Kutha, est connu par des fragments qui rendent sa compréhension difficile : comme son nom l'indique il a lieu à Kutha, la ville du dieu Nergal/Erra, où Nabopolassar défait les Assyriens. Deux lettres apocryphes (quoi que certains spécialistes y voient des documents authentiques) ont trait à la déclaration de guerre à l'Assyrie : une lettre de Nabopolassar adressée au roi assyrien (non nommé) qui détaille les exactions commises par les Assyriens en Babylonie et le chaos qu'ils y font régner, promettant un retour à l'ordre et la vengeance babylonienne ; une lettre du roi assyrien Sin-shar-ishkun adressée à Nabopolassar, peut-être pensée comme une réponse à la précédente, dans laquelle il cherche une issue diplomatique pour éviter le conflit. Divers autres textes font référence à la figure de Nabopolassar, parmi les autres rois babyloniens, à commencer par les listes de rois babyloniens. Deux textes ont l'apparence d'une prophétie, mais annonçant des faits qui ont déjà eu lieu à son époque de rédaction (vaticinium ex eventu) : la Prophétie d'Uruk (dans laquelle les rois ne sont pas nommés mais peuvent être identifiés) et la Prophétie dynastique. Comme évoqué plus haut Nabopolassar figure aussi dans les Babyloniaka de Bérose, prêtre babylonien qui écrit une histoire de son pays en langue grecque, mais n'est plus connue que par des fragments de témoignages indirects,.